# Calque (infographie)
Pour les articles homonymes, voir Calque.
Les calques sont, en infographie et en dessin assisté par ordinateur, un ensemble de couches superposées entre lesquelles sont répartis des éléments de peinture ou de dessin, chaque couche étant transparente en dehors des éléments qu'elle contient. Ceci permet de décomposer le travail graphique à exécuter en ensembles cohérents par nature ou pour les tâches requises, ainsi que d'éviter d'altérer un dessin de fond et donc permettre de déplacer les éléments supérieurs d'une composition existante.

## Généralités
En dessin assisté par ordinateur, les calques servent à regrouper des objets par ordre d'empilement comme dans Inkscape ou par propriétés comme dans AutoCAD.
Des systèmes de calques sont présents dans de nombreux logiciels, à la fois pour l'édition d'images matricielles ou vectorielles, pour la PAO, DAO, etc.
Il est possible de masquer ou de verrouiller certains calques, de faire passer un élément d'un calque à l'autre, de modifier l'ordre d'empilement des calques, de regrouper certains calques entre eux de manière à les rendre solidaires, etc. Chaque calque possède un certain nombre de paramètres, tels que la transparence.
Les calques sont apparus dans le logiciel Fauve Matisse (devenu par la suite Macromedia xRes (en)), puis dans Adobe Photoshop 3.0 en 1994. Depuis, les calques sont devenus très répandus dans les logiciels de retouche d'image : Photo-Paint (en), Paint Shop Pro, GIMP, Paint.NET, MyPaint, Krita, GraphicConverter, etc. ainsi que des outils de traitement par lots.

## Types

### Calque de base
Le type le plus simple de calque s'appelle simplement « calque » (layer) dans la plupart des logiciels. Ils contiennent une image qui se superpose à l'image contenue dans le calque inférieur. L'image contenue dans un calque peut recouvrir toute la taille de l'image (canvas), une partie seulement, ou bien être plus grande.

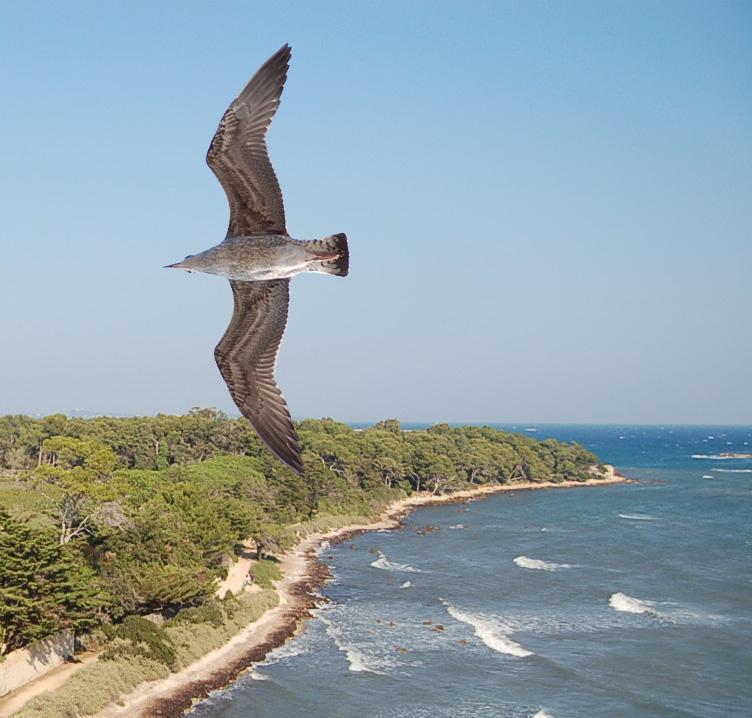
Le calque supérieur contient l'oiseau,
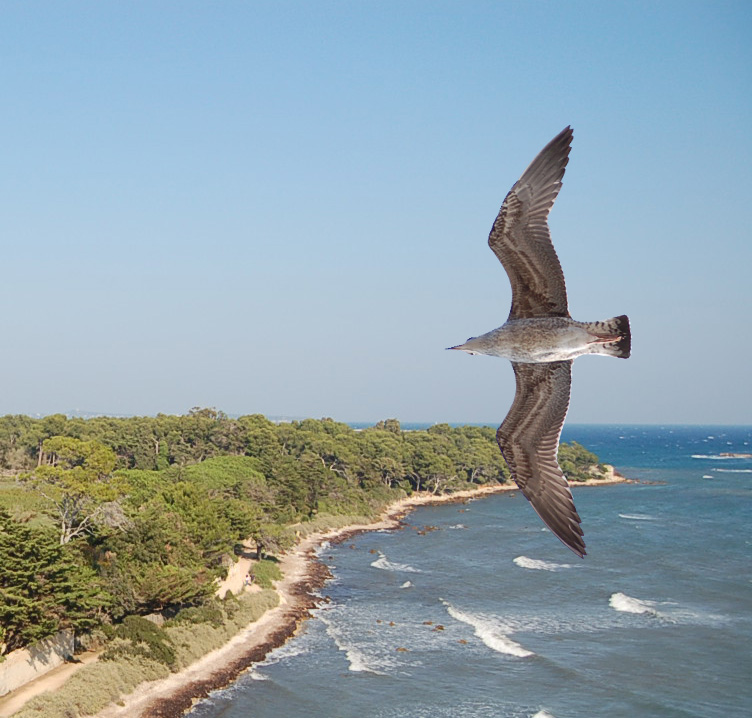
ce qui permet de le déplacer dans l'image.

Un calque peut avoir une certaine opacité/transparence ainsi que d'autres propriétés dont le nombre varie d'un logiciel à l'autre. Un calque peuvent interagir les calques inférieurs selon différents modes de fusion.

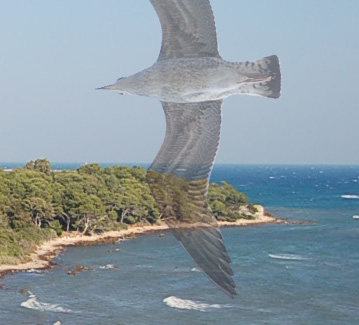
Le calque supérieur a une opacité de 50 %.
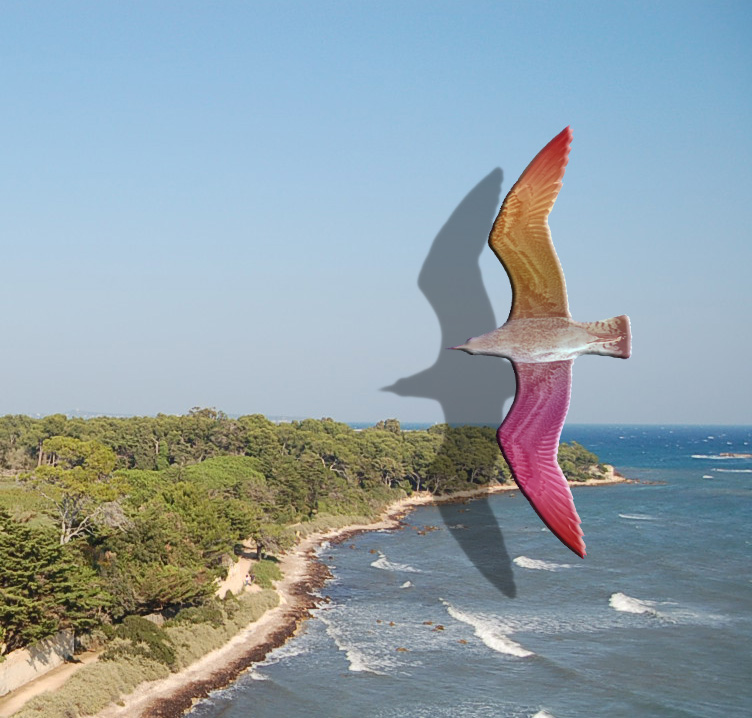
Différentes propriétés appliquées au calque supérieur (ombre portée, etc.)

### Masque de fusion
Les masques de fusion (layer mask) sont liés à un calque et en cache une partie. Ils sont constitués d'une image en niveaux de gris de même dimension que leur calque, les parties noires et blanches du masque rendant respectivement transparentes et opaques les parties correspondantes du calque, les nuances de gris intermédiaires rendant le calque partiellement transparent.

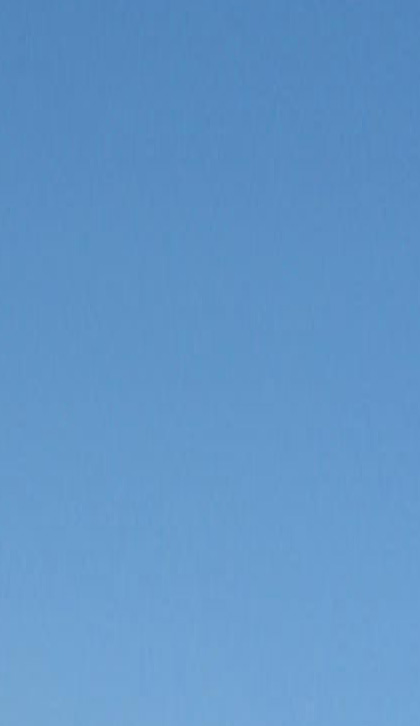
Calque inférieur.
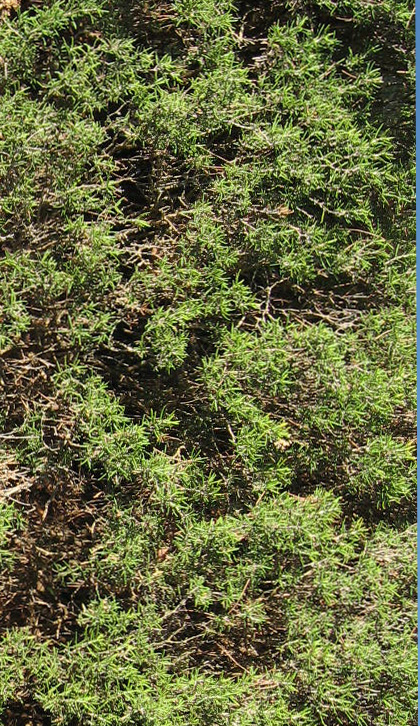
Calque supérieur.
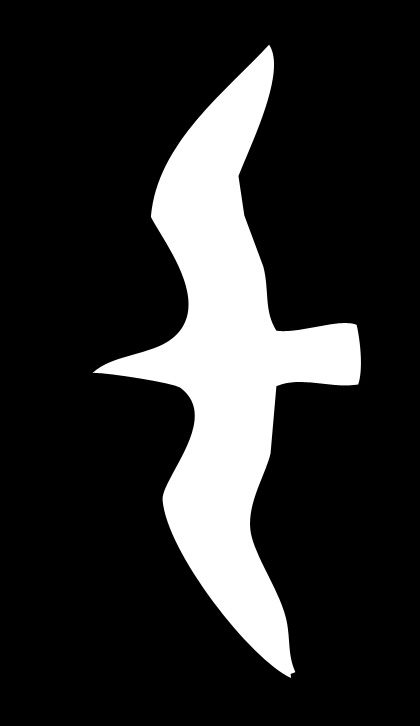
Masque du calque supérieur.
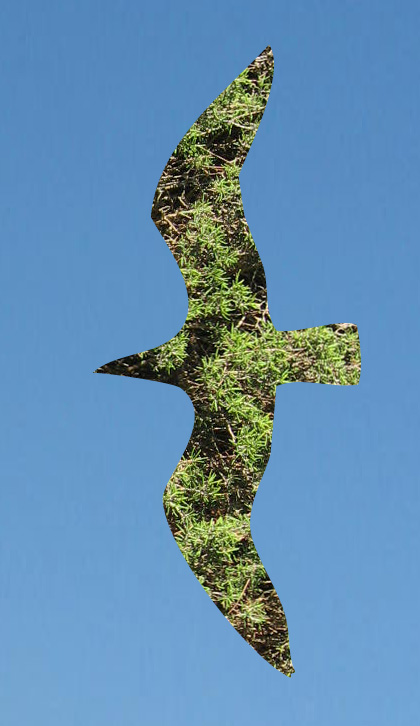
Assemblage.

### Calque de réglage
Les calques de réglage permettent d'appliquer un réglage aux calques inférieurs de manière non destructive, en effet le réglage (par exemple désaturation) est stocké dans un calque séparé ce qui permet de conserver le contenu (la couleur du calque inférieur) intact.
Les calques de réglages peuvent se combiner avec des masques de fusion.

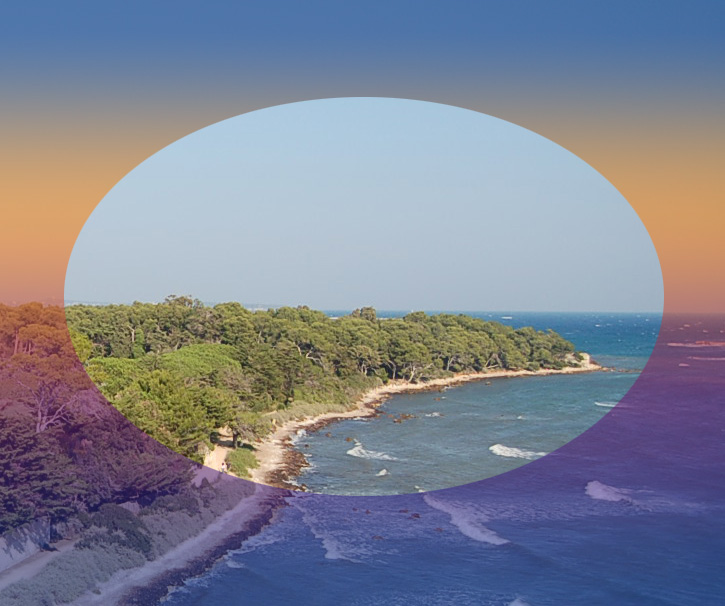
Calque de réglage contenant un dégradé, assorti d'un masque de fusion (l'ovale au centre).

## Groupe de calques
Les groupes de calques permettent de gérer facilement des fichiers contenant un nombre important de calques, par exemple de n'appliquer un calque de réglages qu'à un ensemble de calques.

## Formats de stockage
Les images peuvent être enregistrées avec leurs calques dans certains formats : TIFF, PSD, ORA, XCF, etc. Tous ces formats ne reconnaissent pas les masques de fusion et les groupes de calques, d'apparition moins ancienne.